# Ореавул (Бузау)
Ореавул (рум. Oreavul) насеље је у Румунији у округу Бузау у општини Ваља Рамникулуј. Oпштина се налази на надморској висини од 151 m.

## Становништво
Према подацима из 2002. године у насељу је живело 2362 становника, од којих су сви румунске националности.